# Unterhaching
Unterhaching is een plaats in de Duitse deelstaat Beieren, en maakt deel uit van het Landkreis München. Unterhaching telt 25.234 inwoners. Uit de plaats komt de voetbalclub SpVgg Unterhaching.
Aschheim ·
Aying ·
Baierbrunn ·
Brunnthal ·
Feldkirchen ·
Garching bei München ·
Gräfelfing ·
Grasbrunn ·
Grünwald ·
Haar ·
Hohenbrunn ·
Höhenkirchen-Siegertsbrunn ·
Ismaning ·
Kirchheim bei München ·
Neubiberg ·
Neuried ·
Oberhaching ·
Oberschleißheim ·
Ottobrunn ·
Planegg ·
Pullach im Isartal ·
Putzbrunn ·
Sauerlach ·
Schäftlarn ·
Straßlach-Dingharting ·
Taufkirchen ·
Unterföhring ·
Unterhaching ·
Unterschleißheim